# Jhon Frith
Jhon Frith (Dili, Timor Oriental, 17 de julio de 2002) es un futbolista timorense que juega en la posición de centrocampista con el ISI Dangkor Senchey de la Liga C desde el año 2023.

## Carrera

### Club
| Periodo   | Club                |
| --------- | ------------------- |
| 2017-2019 | SLB Laulara         |
| 2020      | Boavista TL         |
| 2021-2022 | Lalenok United FC   |
| 2023-     | ISI Dangkor Senchey |

### Selección nacional
Ha estado en el proceso de selecciones nacionales de Timor Oriental desde la categoría sub-16 donde acumuló tres goles en 22 partidos y participó en dos ediciones de los Juegos del Sudeste Asiático. Debutó con Timor Oriental el 5 de diciembre de 2021 en la derrota por 0-2 ante Tailandia en Singapur por el Campeonato de la AFF 2020. Su primer gol internacional lo anotó el 28 de mayo de 2022 en el empate 2-2 ante Nepal en un partido amistoso en Doha.